# Gerhard Voack
Gerhard Voack (* 25. Juli 1947; † 13. Mai 2014) war ein deutscher Unternehmer, Lokalpolitiker und Sportfunktionär. Bekanntheit erlangte er insbesondere als Präsident des 1. FC Nürnberg, als er Trainer Willi Entenmann nach einem 2:0-Erfolg über den FC Bayern München entließ.

## Werdegang
Der Bäckerssohn Voack war im Anschluss an sein Wirtschaftsstudium für den in Lauf an der Pegnitz ansässigen Baustoffbetrieb seiner Schwiegereltern tätig, wo er zum Geschäftsführer aufstieg. Zudem betrieb er mehrere Obi-Filialen.
Ab 1972 saß Voack, der im Jahr zuvor der CSU beigetreten war, bis 1996 für die Partei im Laufer Stadtrat. Zwischen 1978 und 1984 sowie erneut zwischen 1990 und 1992 war er zudem 2. Bürgermeister der Stadt. Dabei führte er ab Ende 1978 bis zum Frühjahr 1979 nach dem Selbstmord des Bürgermeisters kurzzeitig die Amtsgeschäfte, bis mit Rüdiger Pompl ein Nachfolger gefunden war.
Im Sommer 1992 wurde Voack auf einer außerordentlichen Mitgliederversammlung als Nachfolger von Sven Oberhof zum Präsidenten des seinerzeitigen Bundesligisten 1. FC Nürnberg gewählt. In der Folge versuchte er den hoch verschuldeten Klub zu konsolidieren, agierte dabei aber ungeschickt. Schlagzeilenträchtig verkaufte er im Herbst 1993 Stürmer Dieter Eckstein für 1,5 Millionen D-Mark Ablösesumme an den Ligakonkurrenten FC Schalke 04, die beide seinerzeit am Tabellenende standen. Daraufhin kam es zu internen Querelen mit Trainer Willi Entenmann. Nach einem 2:0-Sieg über den Tabellenzweiten FC Bayern München am 15. Spieltag, dem fünften Saisonsieg des „Clubs“ in der Spielzeit 1993/94, wurde dieser nur wenige Tage später seines Amtes entbunden und dabei „unüberbrückbare Meinungsverschiedenheiten in der täglichen Zusammenarbeit“ als Begründung genannt. In der Folge kam es auch zu Kompetenzgerangel um die Suche nach einem Nachfolger während Interimstrainer Dieter Renner erfolglos blieb. Ende Januar 1994 verkündete er daher seinen Rückzug zum 1. Februar des Jahres, dabei führte er neben der Arbeitsüberlastung als Unternehmer im Ehrenamt Angriffe bis hin zu Morddrohungen auf seine Person als Begründung an.
Im April 1996 saß Voack wegen des Vorwurfs der Steuerhinterziehung kurzfristig in Untersuchungshaft, er solle beim Verkauf einer Baustoffhandlung den Ertrag nicht rechtzeitig dem Finanzamt gemeldet haben. Nach Zahlung der Steuerschulden inklusive eines Säumniszuschlags wurde er nach vier Tagen wieder entlassen.
Im Frühjahr 2014 erlag Voack einem viereinhalb Jahre zuvor diagnostiziertem Krebsleiden, er hinterließ seine Frau mit zwei Kindern und drei Enkelkindern.